# Martin Krpan

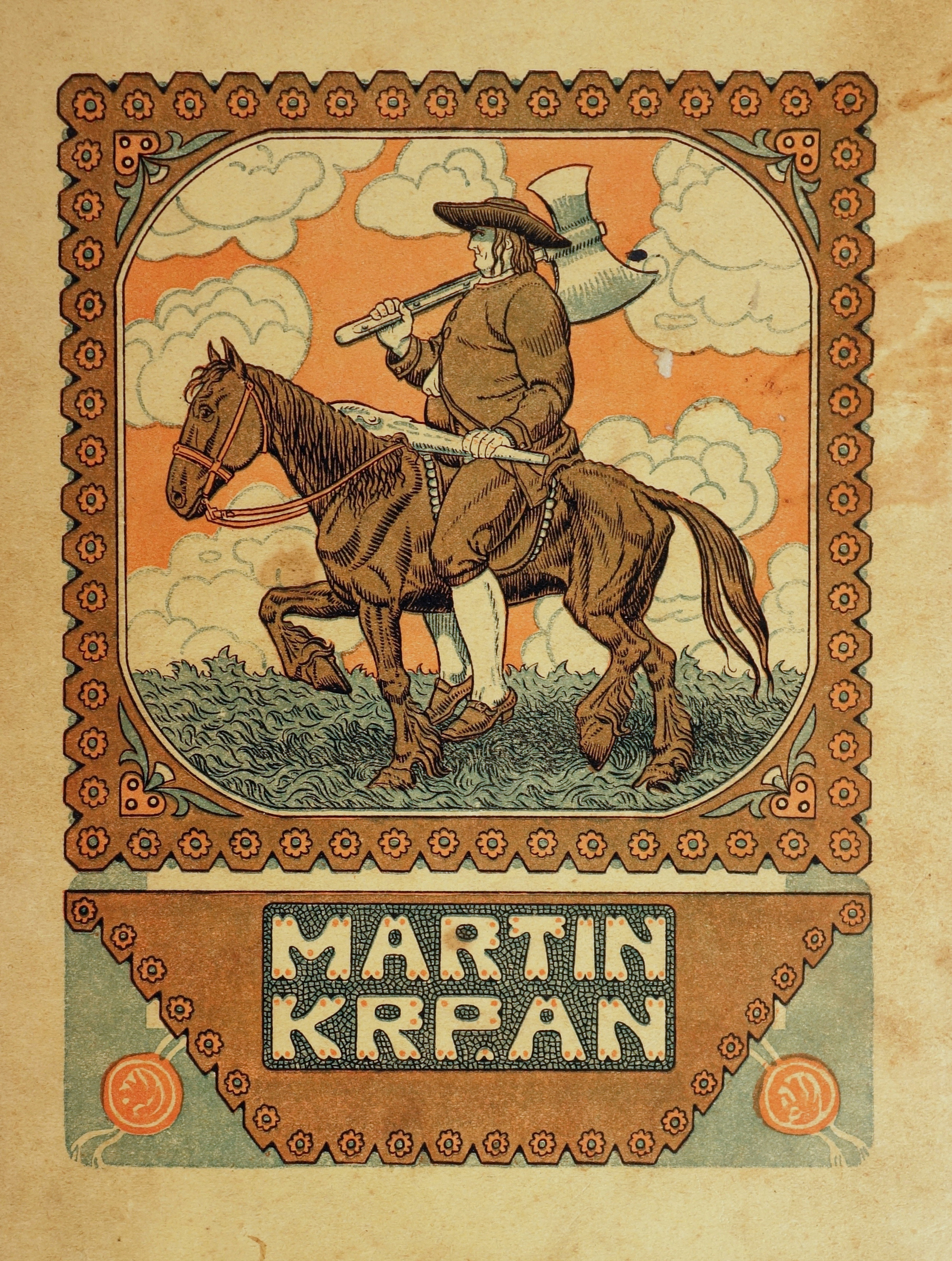
Illustration de 1917 réalisée par Hinko Smrekar.

Martin Krpan est un personnage de fiction inspiré par la tradition orale de Carniole-Intérieure, en Slovénie, et créé par Fran Levstik dans son récit Martin Krpan (publié en français sous le titre Martin Koeurpane du Haut), publié en 1858 dans la revue littéraire Slovenski glasnik (en). Sa popularité le mena à devenir une figure du folklore slovène et à devenir un héros populaire.

## L'histoire
Sujet slovène de la Monarchie de Habsbourg, Martin Krpan est un homme d'une force herculéenne qui habite un village fictif de Carniole-Intérieure. Il gagne sa vie en faisant de la contrebande de sel anglais qu'il ramène avec sa fidèle jument de la mer Adriatique. Lors de l'un de ses voyages, il tombe sur le cortège royal, enlisé sur une route enneigée, qu'il parvient à dégager. Son extraordinaire force est notée par le souverain qui s'en souviendra quelques années plus tard lorsque Brdav, un guerrier brutal qui campait aux portes de Vienne, défiait et massacrait un à un tous ceux qui l'affrontaient, dont le prince héritier. Martin Krpan accepta et, scandalisant la cour avec son honnêteté, son manque de manières et son style rural, il vainquit la brute en utilisant sa force (en lui tranchant la tête avec son hache magique, dont le manche est en bois de tilleul, le bois emblématique de la Slovénie) et son ingénuité.

## Galerie

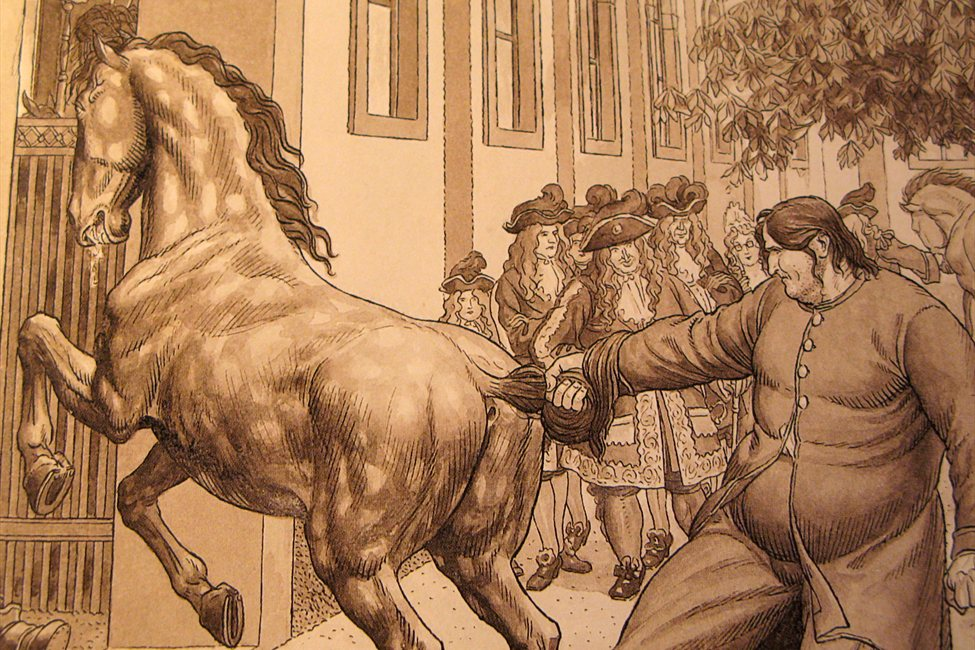
Illustration de 1917 réalisée par Hinko Smrekar.
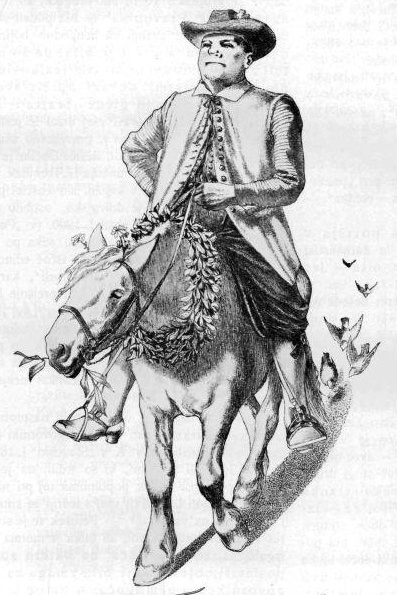
Dessin de 1904 réalisé par Ivan Vavpotič

## Source de la traduction
- (en) Cet article est partiellement ou en totalité issu de l’article de Wikipédia en anglais intitulé « Martin Krpan » (voir la liste des auteurs).